# هنري هوارد
هنري هوارد (بالأنجليزية Henry Howard) وهو سياسي أمريكي ينتمي إلى الحزب الجمهوري ولد هنري هوارد في 2 نيسان - أبريل من سنة 1826 في ولاية رود آيلاند شغل هوارد منصب حاكم على ولاية رود آيلاند ما بين عامي 1873 إلى عام 1875 توفي هنري هوارد في 22 أيلول - سبتمبر من سنة 1905.